# Melvin Cohn
Melvin Cohn (* 1922 in New York City; † 23. Oktober 2018 in San Diego) war ein US-amerikanischer Immunologe.

## Leben
Cohn wurde 1922 als Sohn US-amerikanischer Juristen geboren. Er absolvierte bis 1940 am City College of New York ein Bachelorstudium der Physik und schloss im folgenden Jahr ein Master-Studium zur Proteinchemie an der Columbia University in New York City ab. 1949 promovierte er an der New York University in Biochemie mit einer Arbeit zur Chemie der Immunglobuline.
Nach dem Kriegsdienst für die US-Army in den Jahren 1942 bis 1946 arbeitete Cohn bis 1949 an der Abteilung für Mikrobiologie der medizinischen Fakultät der New York University. Anschließend wechselte er als Fellow des National Research Council an das Pariser Institut Pasteur. 1955 berief man Cohn zum Professor für Mikrobiologie an der Washington University School of Medicine in St. Louis, Missouri. Von 1959 bis 1961 arbeitete er als Professor of Biochemie an der Stanford University School of Medicine in Palo Alto. Von 1961 bis 1963 war erneut als Stipendiat der National Science Foundation am Institut Pasteur. 1962 wurde er zum Professor am Salk Institute for Biological Studies in Kalifornien berufen, das er mit aufbaute.
In den Jahren 1966 bis 1968 war Cohn Mitherausgeber des Journal of Molecular Biology. 2011 emeritierte er und blieb bis zu seinem Tode als Emeritus am Institut tätig.
Cohn war verheiratet mit der ebenfalls am Salk Institute tätigen Immunologin Suzanne Bourgeois-Cohn.

## Forschungsschwerpunkte
Im Zentrum von Cohn Interesse lagen die evolutionären Faktoren, die zur Ausprägung des menschlichen Immunsystems führten. Außerdem beschäftigte ihn, wie das Immunsystem auf Infektionen reagiert, um den Körper zu schützen. Dazu entwickelte er Computermodelle. Cohn hat an mehr als 300 Veröffentlichungen mitgewirkt.

## Auszeichnungen
Cohn war Gastprofessor an zahlreichen Universitäten weltweit. 
- 1956 Eli Lilly and Company-Elanco Research Award
- 1972 Jessup Lecturer, Columbia University, New York
- 1975 Bayne-Jones Lecturer, Johns Hopkins University, Baltimore
- 1978 Ehrenmitglied der Skandinavischen Gesellschaft für Immunologie
- 1980 Mitglied der American Academy of Arts and Sciences[3]
- 1982 Jacques Monod Lecturer, Pasteur Institute, Paris
- 1995 Sandoz-Prize in Basic Immunology
- 2012 Knapp Lecturer, University of Chicago